# Danilo Astori

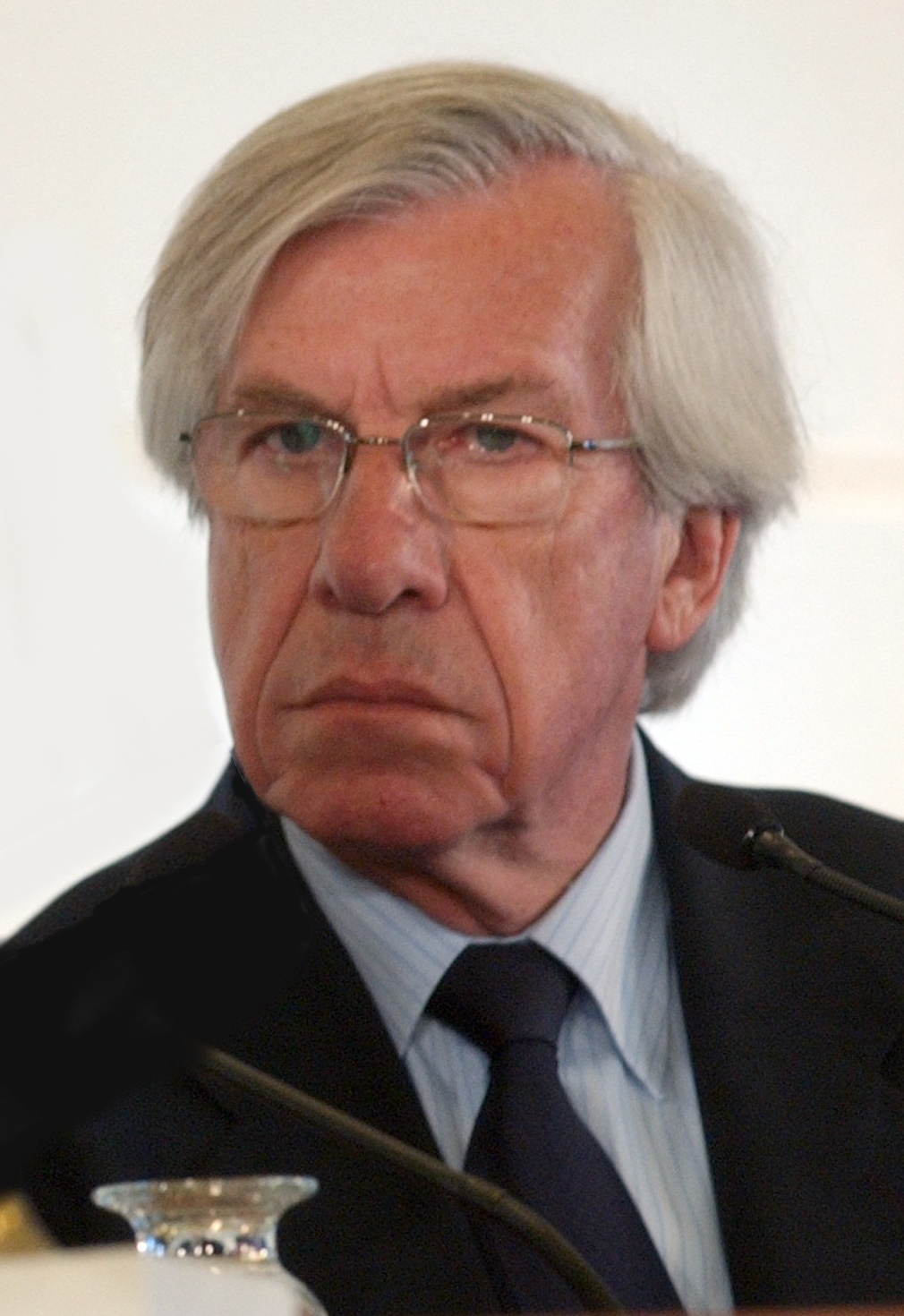
Danilo Astori (Dezember 2017)

Danilo Ángel Astori Saragosa (* 23. April 1940 in Montevideo; † 10. November 2023 ebenda) war ein uruguayischer Politiker.
Er gehörte der Frente Amplio an und war ab dem 1. März 2010 der gewählte Vizepräsident der Republik Östlich des Uruguay sowie Präsident der Asamblea Nacional. Bei den Vorwahlen, den sogenannten Elecciones internas de Uruguay de 2009, war er zunächst Präsidentschaftskandidat, unterlag jedoch José Mujica. Gemeinsam mit Mujica gewann er dann am 29. November 2009 die Stichwahl gegen Luis Alberto Lacalle und Jorge Larrañaga.
Vom 1. März 2005 bis zum 18. September 2008 war er zudem Wirtschaftsminister des Landes.
Er starb am 10. November 2023 im Alter von 83 Jahren in Montevideo.